# William Marks

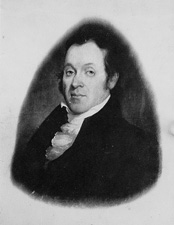
William Marks

William Marks (* 13. Oktober 1778 im Chester County, Pennsylvania; † 10. April 1858 in Beaver, Pennsylvania) war ein US-amerikanischer Politiker, der den Bundesstaat Pennsylvania im US-Senat vertrat.
Als Marks noch ein kleiner Junge war, zog sein Vater mit ihm ins Allegheny County, wo er lediglich eine begrenzte Schulbildung erhielt. Nachdem er eine Lehre als Gerber absolviert hatte, studierte er die Rechtswissenschaften, wurde in die Anwaltskammer aufgenommen und begann in Pittsburgh zu praktizieren.
Auf lokaler Ebene übernahm Marks in der Folge zahlreiche Ämter, unter anderem war er der Leichenbeschauer (Coroner) des Allegheny County. Im Jahr 1810 begann seine politische Laufbahn mit der Mitgliedschaft im Repräsentantenhaus von Pennsylvania, dem er bis 1819 angehörte; sechs Jahre lang fungierte er dort als Speaker. 1814 war er Kommandeur der Staatsmiliz. Von 1820 bis 1825 saß er im Senat von Pennsylvania.
Schließlich erfolgte 1824 die Wahl in den US-Senat, wo er sein Mandat für die Nationalrepublikaner ab dem 4. März 1825 wahrnahm. Er stand dort dem Committee on Engrossed Bills und dem Landwirtschaftsausschuss vor. Nach sechs Jahren im Senat unterlag Marks beim Wiederwahlversuch und schied aus seinem Amt. Er arbeitete in der Folge wieder als Jurist in Pittsburgh, ehe er sich in Beaver zur Ruhe setzte, wo er 1858 starb.